# Joia Rara
Joia Rara é uma telenovela brasileira produzida e exibida pela TV Globo de 16 de setembro de 2013 a 4 de abril de 2014, em 173 capítulos. Substituiu Flor do Caribe e foi substituída por Meu Pedacinho de Chão, sendo a 82ª "novela das seis" exibida pela emissora. 
Escrita por Duca Rachid e Thelma Guedes, com a coautoria de Thereza Falcão, teve colaboração de Manuela Dias, Ângela Carneiro, Luciane Reis, Camila Guedes, Júlio Fischer, Alessandro Marson e Newton Cannito, com direção de Paulo Silvestrini, Joana Jabace, Enrique Díaz e Fábio Strazzer. A direção geral foi de Amora Mautner e a direção de núcleo de Ricardo Waddington.
Contou com as atuações de  Bruno Gagliasso, Bianca Bin, Carmo Dalla Vecchia, Carolina Dieckmmann, Domingos Montagner, Nathalia Dill, Mel Maia e Nelson Xavier.
Em 2014, foi vencedora do Prêmio Emmy Internacional de melhor telenovela.

## Enredo
A novela conta a história de Franz e Amélia, que se apaixonam, mesmo sendo de classes sociais distintas e desse amor nasce Pérola. Porém, eles têm um obstáculo para serem felizes: o pai de Franz, Ernest que, por achar que o filho deva ter como esposa alguém de sua classe social, fará de tudo para separá-los e ter a guarda da neta. Para isso incrimina Amélia, colocando-a atrás das grades injustamente.
Com Amélia presa, Franz se casa com Sílvia, uma mulher misteriosa que teve a família destruída por Ernest e que agora planeja vingança. Sílvia se une a Manfred, filho bastardo e desprezado de Ernest, e juntos planejam desestabilizar a família Hauser. Mas não é só Amélia que é vítima de Ernest. O vilão se apaixona por Iolanda e a obriga a se separar de Mundo, ameaçando deixar sua família na miséria caso não aceite seu pedido de casamento. Sem alternativas, Iolanda se casa com Ernest e se torna uma Hauser, sofrendo muito em abdicar sua felicidade, mas mantendo seus princípios e dignidade intactos, mesmo vivendo um casamento extremamente infeliz.
A luz dessa família disfuncional é mesmo Pérola, filha de Franz e Amélia. Ela é uma criança muito valiosa e especial, fato esse que pode ser explicado pelos monges: ela seria a reencarnação de Ananda. Pérola tem como missão ensinar as pessoas a amar incondicionalmente, e fará com que o coração do avô seja iluminado de ternura e afeição.

## Elenco
| Intérprete          | Personagem                              |
| ------------------- | --------------------------------------- |
| Bruno Gagliasso     | Franz Hauser                            |
| Bianca Bin          | Amélia Fonseca                          |
| Mel Maia            | Pérola Fonseca Hauser                   |
| Carmo Dalla Vecchia | Manfred Ducke Lopez                     |
| José de Abreu       | Ernest Hauser                           |
| Domingos Montagner  | Raimundo Fonseca (Mundo)                |
| Carolina Dieckmmann | Iolanda Lopez Hauser                    |
| Nathalia Dill       | Silvia Zampari / Silvia Lemos           |
| Thiago Lacerda      | Antônio Baldo (Toni)                    |
| Mariana Ximenes     | Aurora Lincoln                          |
| Luiza Valdetaro     | Hilda Hauser                            |
| Leandro Lima        | Davi Monteiro                           |
| Ricardo Pereira     | Fabrício Antunes                        |
| Letícia Spiller     | Dolores Gardel (Lola)                   |
| Miguel Rômulo       | Décio Passos                            |
| Rafael Cardoso      | Viktor Hauser                           |
| Caio Blat           | Sonan Gyatso                            |
| Fabíula Nascimento  | Matilde Meyer                           |
| Ana Lúcia Torre     | Frau Gertrude Ducker Hauser             |
| Tania Khalill       | Dália Hérnandez                         |
| Pedro Neschling     | Arlindo Pacheco Leão Filho (Arlindinho) |
| Simone Gutierrez    | Serena Fox                              |
| Marcos Caruso       | Arlindo Pacheco Leão                    |
| Rosi Campos         | Miquelina Pacheco Leão                  |
| Leopoldo Pacheco    | Valter Passos                           |
| Claudia Ohana       | Laura Passos                            |
| Ícaro Silva         | Artur Fonseca                           |
| Ana Cecília Costa   | Gaia Petra                              |
| Ângelo Antônio      | Tempa Ningpo                            |
| Juliana Lohmann     | Belmira Vidal Pacheco Leão              |
| Renato Góes         | Nuno López                              |
| Tiago Abravanel     | Odilon Mascarenhas                      |
| Marcelo Médici      | Joel Campobello                         |
| Luana Martau        | Creotina Marques (Cléo)                 |
| Reginaldo Faria     | Venceslau López                         |
| Nicette Bruno       | Santa Maria Vidal (Santinha)            |
| Sílvia Salgado      | Pilar                                   |
| Anthero Montenegro  | Benito                                  |
| Luis Gustavo        | Apolônio Fonseca                        |
| Norma Blum          | Francesca Baldo (Mama)                  |
| Cláudia Missura     | Conceição                               |
| Aninha Lima         | Zilda                                   |
| Guta Ruiz           | Elisa                                   |
| Marcos Damigo       | Dr. Rubens                              |
| Paula Burlamaqui    | Volpina                                 |
| Alexandre Rodrigues | Josué Martinelli                        |
| Vicentini Gomez     | Delegado Cavalcante                     |
| Giovanna Ewbank     | Cristina                                |
| Cristiane Amorim    | Josephinne (Zefinha)                    |
| Land Vieira         | Isaías Martinelli                       |
| Cacau Protásio      | Linda Martinelli (Lindinha)             |
| Dja Marthins        | Bibiana Ribeiro da Silva                |
| Clementino Kelé     | Eufrásio Ribeiro da Silva               |
| Bia Guedes          | Julieta                                 |
| Mabel Cezar         | Elvira                                  |
| Adriano Bolshi      | Rigpa                                   |
| Beth Zalcman        | Salete                                  |
| Maria Gal           | Margarida                               |
| Karine Carvalho     | Rosa                                    |
| Jorge Maya          | Cícero Martinelli                       |
| Adélio Lima         | Josias                                  |
| Glicério do Rosário | Etelvino                                |
| João Fernandes      | Peteleco                                |
| Drico Alves         | Norbu                                   |
| Xande Valois        | Tavinho                                 |
| Fábio Yoshihara     | Jampa                                   |
| Max Lima            | Caetano Martinelli                      |

### Participações especiais
| Intérprete             | Personagem                                |
| ---------------------- | ----------------------------------------- |
| Glória Menezes         | Pérola (80 anos) (último capítulo)        |
| Nelson Xavier          | Ananda Rinpoche                           |
| Armando Babaioff       | Aderbal Feitosa                           |
| Sacha Bali             | Eurico Passos                             |
| Suely Franco           | Rosarinha                                 |
| Mouhamed Harfouch      | Alessandro Marson                         |
| Othon Bastos           | Dr. Fernando                              |
| Michel Gomes           | Curió                                     |
| Guilherme Dellorto     | Diógenes                                  |
| Isio Ghelman           | Heitor Zampari                            |
| Paulo Verlings         | Kléber                                    |
| Élcio Romar            | Salvador Soares da Costa                  |
| Vinícius Manne         | Empresário                                |
| Rhaisa Batista         | Thereza                                   |
| Prazeres Barbosa       | Djanira                                   |
| Gillray Coutinho       | Batista                                   |
| João Vithor Oliveira   | Ernest Hauser (jovem)                     |
| Júlia Ruiz             | Gertrude (jovem)                          |
| Cirillo Luna           | Heitor Zampari (jovem)[carece de fontes?] |
| Daniel Blanco          | irmão de Gertrude                         |
| Juliane Araújo         | Marta da Costa                            |
| Mariana Mac Niven      | Catarina Hauser                           |
| Rita Porto             | Idalina                                   |
| Maria Pinna            | Beatriz[carece de fontes?]                |
| Breno de Filippo       | Matoso                                    |
| Márcio Ehrlich         | Moacir                                    |
| Gustavo Trestini       | Silveira                                  |
| Joelson Gusson         | Laerte                                    |
| Bernardo Felinto       | Juca                                      |
| Stella Maria Rodrigues | Marlene                                   |
| Nicola Lama            | Bauducco                                  |
| Vilma Melo             | Fátima                                    |
| Marcelo Aquino         | Peçanha                                   |
| Nicole Gomes           | Pérola (adulta)                           |
| Maria Eduarda Wendling | Pérola (5 anos)                           |
| Kaik Brum              | Sonan (criança)                           |

## Produção
Teve o título provisório de O Pequeno Buda. As gravações da fictícia cidade de Tarin foram feitas no Nepal. Foram 30 dias de filmagens onde elenco, direção e equipe de produção tiveram que fazer uma viagem de 15 mil quilômetros do Brasil até o Nepal. para chegar ao local de gravação. Cerca de 200 nepalenses participaram das gravações como figurantes. Foram usadas como locação as cidades Catmandu, capital do Nepal, Patan e Bhaktapur O Pequeno Buda, filme de 1993 de Bernardo Bertolucci também foi rodado nas duas últimas cidades. Um grande investimento foi feito em torno da produção, com um custo médio de 500 a 800 mil reais por capítulo, valor similar a uma trama das 21 horas.
O personagem Viktor, interpretado por Rafael Cardoso, inicialmente seria um homossexual que se envolveria com Artur (Ícaro Silva), sendo posteriormente internado em um hospital psiquiátrico, pela própria família; mas as autoras decidiram alterar a história do personagem, alegando que seriam muitos assuntos na trama e que quando tratassem, seria com muita profundidade. As autoras, também desistiram de formar um casal homossexual entre os personagens Joel e Aderbal, justificando que o público não aceitaria.

### Escolha do elenco
As autoras pretendiam contar com Paolla Oliveira no papel de protagonista ou de uma vedete, porém acabou remanejada para Amor à Vida. Mariana Ximenes ficou com o papel da vedete Aurora Lincoln, enquanto Bianca Bin ficou com a protagonista Amélia, assim como em Cordel Encantado, trama anterior das autoras que também foi desfalcada pela ausência de Oliveira, já que havia sido escalada para Insensato Coração, após a saída repentina de Ana Paula Arósio do elenco.
Planejava-se transformar Buda num personagem da trama, com Rodrigo Santoro o interpretando, mas diante da recusa deste por seus compromissos em Hollywood, a emissora desistiu da ação pela falta de um ator de peso. Então cogitou-se, Santoro dublar a história animada acerca da trama, entretanto, novamente recusou a ação.
Eliane Giardini foi cotada para interpretar Gertrude, porém foi remanejada para o elenco de Amor à Vida e Zezé Polessa entrou em seu lugar. No entanto, Polessa estava comprometida com o teatro e, acabou substituída por Ana Lúcia Torre. Andreia Horta foi convidada por Ricardo Waddington a participar da trama, porém a coincidência com a exibição da série A Teia, impossibilitou a escalação. Heloísa Périssé interpretaria Miquelina, mas foi substituída por Rosi Campos.

### Promoção
Nas propagandas de estreia e chamadas de Joia Rara, a TV Globo escolheu a voz da dubladora Mabel Cezar. que também atua na novela, interpretando a personagem Elvira, ela é responsável pelas vozes de Bárbara Mori na telenovela mexicana Rubi, e Tisha Campbell-Martin, que interpretou Janet "Jay" Kyle no seriado estadunidense Eu, a Patroa e as Crianças, ambas exibidas no Brasil pelo SBT na mesma ocasião.

## Recepção

### Críticas
Após o final da telenovela, Raphael Scire do Notícias da TV disse que "Apesar dos tropeços, novela Joia Rara termina com saldo positivo". Alguns erros temporais da produção foram citadas por um leitor do blog do jornalista James Akel, escrevendo "O partido Comunista foi extinto no Brasil em 1947 mas na novela tem deputado comunista em 1948. E em 1948 aparece um carro de polícia do ano de 1951. Alguém vai me dizer que o que escrevi é preciosismo e que novela é fantasia. Mas mesmo a fantasia de novela não pode falsear a realidade. Numa fantasia ninguém pode dizer que o Brasil fica ao lado da Europa. Da mesma maneira não pode uma fantasia dizer que Colombo descobriu o Brasil. E por aí vai o que não pode existir numa fantasia. No tempo de Boni isto não aconteceria."

### Audiência
O primeiro capítulo teve uma média de 21 pontos, índices superiores aos das  antecessoras Flor do Caribe e Lado a Lado, que marcaram 18 pontos cada uma.. Os 14 primeiros capítulos de Joia Rara acumularam média superior aos das antecessoras.
A menor audiência da telenovela foi de 13 pontos, alcançada pela primeira vez em 21 de setembro de 2013. . Com a chegada do horário de verão, essa audiência foi alcançada novamente em 26 de outubro , 2 de novembro  e 6 de dezembro de 2013. Neste último dia, a trama das 6 chegou a ter menos audiência que a reprise de O Cravo e a Rosa. Apesar disso, superou  por várias vezes a novela das 7 da época, Além do Horizonte , que normalmente derrubava os índices herdados dos telejornais locais.
Após o Natal e a passagem de ano e com o fim do horário de verão, a novela registrou nítido crescimento de audiência e começou a se recuperar, saiu dos 16 a 19 de média, em que se havia estagnado, e passou a registrar confortáveis índices entre 20 e 23 pontos.
O seu último capítulo teve média de 23 pontos, superando assim suas antecessoras Flor do Caribe e Lado a Lado, que registraram 21 pontos em seu último capítulo na capital paulista.  Por fim, sua média geral foi de 18 pontos (18,3) em São Paulo, abaixo da antecessora Flor do Caribe.

### Prêmios e indicações
| Ano  | Prêmio                    | Categoria                  | Indicado                                | Resultado |
| ---- | ------------------------- | -------------------------- | --------------------------------------- | --------- |
| 2013 | Melhores do Ano NaTelinha | Melhor Atriz Mirim         | Mel Maia                                | Indicado  |
| 2013 | Melhores do Ano NaTelinha | Melhor Novela              | Duca Rachid e Thelma Guedes             | Indicado  |
| 2013 | Retrospectiva UOL         | Atriz Revelação            | Mel Maia                                | Indicado  |
| 2013 | Retrospectiva UOL         | Melhor Novela              | Duca Rachid e Thelma Guedes             | Indicado  |
| 2013 | Retrospectiva UOL         | Melhor Ator                | Bruno Gagliasso                         | Indicado  |
| 2013 | Retrospectiva UOL         | Melhor Ator                | José de Abreu                           | Indicado  |
| 2013 | Retrospectiva UOL         | Melhor Vilão               | José de Abreu                           | Indicado  |
| 2013 | Retrospectiva UOL         | Melhor Par Romântico       | Domingos Montagner e Carolina Dieckmann | Indicado  |
| 2013 | Retrospectiva UOL         | Melhor Par Romântico       | Bruno Gagliasso e Bianca Bin            | Indicado  |
| 2013 | Prêmio Noveleiros         | Revelação                  | Leandro Lima                            | Indicado  |
| 2013 | Prêmio Noveleiros         | Melhor Ator Mirim          | Mel Maia                                | Indicado  |
| 2013 | Prêmio Noveleiros         | Vingança/Armação do Ano    | Nathalia Dill                           | Indicado  |
| 2013 | Prêmio Noveleiros         | Pamonha do Ano             | Bruno Gagliasso                         | Indicado  |
| 2013 | Prêmio Noveleiros         | Melhor Casal               | Bruno Gagliasso e Bianca Bin            | Indicado  |
| 2013 | Prêmio Noveleiros         | Vilão do Ano               | José de Abreu                           | Indicado  |
| 2013 | Prêmio Quem de Televisão  | Melhor Ator                | Domingos Montagner                      | Indicado  |
| 2013 | Prêmio Quem de Televisão  | Melhor Atriz               | Bianca Bin                              | Indicado  |
| 2013 | Prêmio Quem de Televisão  | Melhor Ator Coadjuvante    | Carmo Dalla Vecchia                     | Indicado  |
| 2013 | Prêmio Quem de Televisão  | Melhor Ator Coadjuvante    | José de Abreu                           | Indicado  |
| 2013 | Prêmio Quem de Televisão  | Melhor Ator Coadjuvante    | Tiago Abravanel                         | Indicado  |
| 2013 | Prêmio Quem de Televisão  | Melhor Autor               | Duca Rachid e Thelma Guedes             | Indicado  |
| 2013 | Melhores do Ano           | Melhor Ator                | Bruno Gagliasso                         | Indicado  |
| 2013 | Melhores do Ano           | Melhor Ator ou Atriz Mirim | Mel Maia                                | Indicado  |
| 2014 | Troféu Internet           | Melhor Novela              | Duca Rachid e Thelma Guedes             | Indicado  |
| 2014 | Troféu Internet           | Revelação                  | Tiago Abravanel                         | Indicado  |
| 2014 | Prêmio Contigo! de TV     | Novela do Ano              | Duca Rachid e Thelma Guedes             | Indicado  |
| 2014 | Prêmio Contigo! de TV     | Melhor Ator de Novela      | Bruno Gagliasso                         | Indicado  |
| 2014 | Prêmio Contigo! de TV     | Melhor Atriz Infantil      | Mel Maia                                | Venceu    |
| 2014 | Prêmio Contigo! de TV     | Melhor Diretor de Novela   | Amora Mautner e Ricardo Waddington      | Indicado  |
| 2014 | Prêmio Extra de Televisão | Melhor Novela              | Duca Rachid e Thelma Guedes             | Indicado  |
| 2014 | Prêmio Extra de Televisão | Melhor Ator/Atriz Mirim    | Mel Maia                                | Venceu    |
| 2014 | Prêmio Extra de Televisão | Melhor Figurino            | Joia Rara                               | Indicado  |
| 2014 | Prêmio Extra de Televisão | Melhor Maquiagem           | Joia Rara                               | Indicado  |
| 2014 | Emmy Internacional        | Melhor Telenovela          | Duca Rachid e Thelma Guedes             | Venceu    |

## Música
Joia Rara teve apenas uma trilha sonora lançada comercialmente. A capa apresenta os atores Bruno Gagliasso, Bianca Bin e Mel Maia como Franz, Amélia e Pérola.
| N.º | Título                                    | Música            | Personagem                   | Duração |  |
| 1.  | "Joia Rara"                               | Gilberto Gil      | Abertura                     |         |  |
| 2.  | "Nascente (Part. Esp.: Flávio Venturini)" | Milton Nascimento | Amélia e Franz               |         |  |
| 3.  | "A Menina Dança"                          | Novos Baianos     | Pérola                       |         |  |
| 4.  | "Folhetim"                                | Gal Costa         | Lola                         |         |  |
| 5.  | "Acalanto Para Helena"                    | Ana Cañas         | Pérola                       |         |  |
| 6.  | "Eu não Existo sem Você"                  | Maria Bethânia    | Toni e Gaia                  |         |  |
| 7.  | "Flor Da Idade"                           | Filipe Catto      | Locação: Cortiço             |         |  |
| 8.  | "Valsinha"                                | Chico Buarque     | Toni e Hilda                 |         |  |
| 9.  | "Ai, Se Eles Me Pegam Agora"              | As Frenéticas     | Locação: Cabaré Pacheco Leão |         |  |
| 10. | "Eu Amo Você"                             | Tim Maia          | Iolanda e Mundo              |         |  |
| 11. | "Não Tem Solução"                         | Dick Farney       | Silvia                       |         |  |
| 12. | "Aprendendo a Jogar"                      | Elis Regina       | Manfred                      |         |  |
| 13. | "Gayana"                                  | Caetano Veloso    | Matilde e Sonan              |         |  |
| 14. | "Beatriz"                                 | Zizi Possi        | Aurora                       |         |  |

## Exibição

### Outras mídias
Em 16 de outubro de 2023, foi disponibilizada pelo Globoplay como parte do Projeto Originalidade, com a atualização para o formato de exibição original; com o formato de imagem restaurado em Full HD, além de aberturas, vinhetas de intervalo e encerramento originais.

### Exibição internacional
| Exibição pelo mundo  | Exibição pelo mundo             | Exibição pelo mundo | Exibição pelo mundo    | Exibição pelo mundo     | Exibição pelo mundo | Exibição pelo mundo | Exibição pelo mundo |
| País                 | Canal                           | Título local        | Estreia                | Final                   | Horário semanal     | Hora                | Ref.                |
| -------------------- | ------------------------------- | ------------------- | ---------------------- | ----------------------- | ------------------- | ------------------- | ------------------- |
| Brasil               | TV Globo                        | Joia Rara           | 16 de setembro de 2013 | 4 de abril de 2014      | Segunda a Sábado    | 18:25               | —                   |
| São Tomé e Príncipe  | TVS                             | Joia Rara           | 23 de setembro de 2013 | 11 de abril de 2014     | Segunda a Sábado    | 18:25               | —                   |
| Portugal             | Globo Portugal                  | Joia Rara           | 15 de setembro de 2014 | 18 de janeiro de 2015   | Segunda a Domingo   | 20:00               | —                   |
| Uruguai              | Teledoce                        | Preciosa Perla      | 26 de janeiro de 2015  | 26 de junho de 2015     | Segunda a Sexta     | 19:001              | [ 98 ]              |
| Albânia              | RTV21 [en]                      | Perla               | 14 de abril de 2015    | 14 de setembro de 2015  | Segunda a Sexta     | 09:152              | [ 99 ]              |
| Kosovo               | RTV21                           | Perla               | 14 de abril de 2015    | 14 de setembro de 2015  | Segunda a Sexta     | 09:152              | [ 99 ]              |
| Macedónia do Norte   | RTV21                           | Perla               | 14 de abril de 2015    | 14 de setembro de 2015  | Segunda a Sexta     | 09:152              | [ 99 ]              |
| Coreia do Sul        | TeleNovela (canal de TV) [en]   | 프레셔스 펄         | 14 de abril de 2015    | 12 de maio de 2016      | Terça3              | 16:154              | [ 100 ]             |
| Arménia              | Armenia 1                       | Անգին զարդ          | 11 de maio de 2015     | 14 de outubro de 2015   | Segunda a Sexta     | 09:105              | [ 101 ]             |
| Canadá               | OMNI TV [en]                    | Precious Pearl      | 25 de maio de 2015     | 23 de outubro de 2015   | Segunda a Sexta     | 18:00               | [ 102 ]             |
| Peru                 | ATV                             | Preciosa Perla      | 3 de junho de 2015     | 2 de outubro de 2015    | Segunda a Sexta     | 22:006              | [ 103 ]             |
| Mongólia             | TV5 (Mongolia) [TV5 (Mongólia)] | Нандин Эрдэнэ       | 9 de junho de 2015     | 26 de setembro de 2015  | Segunda a Domingo   | 18:50               | [ 104 ]             |
| Albânia              | Top Channel [en]                | Perla e Cmuar       | 3 de agosto de 2015    | 5 de janeiro de 2016    | Segunda a Sexta     | 18:307              |                     |
| Kosovo               | Top Channel [en]                | Perla e Cmuar       | 3 de agosto de 2015    | 5 de janeiro de 2016    | Segunda a Sexta     | 18:307              |                     |
| República Dominicana | Antena Latina                   | Preciosa Perla      | 24 de agosto de 2015   | 22 de janeiro de 2016   | Segunda a Sexta     | 20:00               | [ 105 ]             |
| Estados Unidos       | Telemundo                       | Preciosa Perla      | 31 de agosto de 2015   | 25 de novembro de 2015  | Segunda a Sexta     | 12:008              |                     |
| Croácia              | HRT 1 [en]                      | Dragocjeni biser    | 7 de setembro de 2015  | 11 de fevereiro de 2016 | Segunda a Sexta     | 12:25               | [ 106 ]             |
| Honduras             | VTV                             | Preciosa Perla      | 17 de dezembro de 2015 | 27 de maio de 2016      | Segunda a Sexta     | 20:00               | [ 107 ]             |
| Ucrânia              | Воля Cine + Hit                 | Перлина Кохання     | 20 de dezembro de 2015 | 1 de maio de 201611     | Domingo             | 19:009              | [ 108 ]             |
| Nicarágua            | Televicentro                    | Preciosa Perla      | 6 de janeiro de 2016   | 8 de junho de 2016      | Segunda a Sexta     | 20:00               | [ 109 ]             |
| El Salvador          | VTV                             | Preciosa Perla      | 8 de fevereiro de 2016 | 12 de julho de 2016     | Segunda a Sexta     | 18:00               | [ 110 ]             |
| Namíbia              | Mzansi Magic [en]               | Precious Pearl      | 30 de maio de 2016     | 28 de outubro de 2016   | Segunda a Sexta     | 16:0010             | —                   |
| África do Sul        | Mzansi Magic                    | Precious Pearl      | 30 de maio de 2016     | 28 de outubro de 2016   | Segunda a Sexta     | 17:00               | —                   |
| Botsuana             | Mzansi Magic                    | Precious Pearl      | 30 de maio de 2016     | 28 de outubro de 2016   | Segunda a Sexta     | 17:00               | —                   |
| Lesoto               | Mzansi Magic                    | Precious Pearl      | 30 de maio de 2016     | 28 de outubro de 2016   | Segunda a Sexta     | 17:00               | —                   |
| Malawi               | Mzansi Magic                    | Precious Pearl      | 30 de maio de 2016     | 28 de outubro de 2016   | Segunda a Sexta     | 17:00               | —                   |
| Moçambique           | Mzansi Magic                    | Precious Pearl      | 30 de maio de 2016     | 28 de outubro de 2016   | Segunda a Sexta     | 17:00               | —                   |
| Essuatíni            | Mzansi Magic                    | Precious Pearl      | 30 de maio de 2016     | 28 de outubro de 2016   | Segunda a Sexta     | 17:00               | —                   |
| Zimbabwe             | Mzansi Magic                    | Precious Pearl      | 30 de maio de 2016     | 28 de outubro de 2016   | Segunda a Sexta     | 17:00               | —                   |
| Bulgária             | ВТК                             | Безценна перла      | 18 de junho de 2016    | 3 de janeiro de 2017    | Sábado e Domingo15  | 19:0016             | [ 111 ]             |
| Bolívia              | ATB                             | Preciosa Perla      | 20 de junho de 2016    | 17 de janeiro de 2017   | Segunda a Sexta     | 20:3013             | [ 112 ]             |
| Ucrânia              | Воля Cine + Mix                 | Перлина Кохання     | 29 de agosto de 2016   | 26 de janeiro de 2017   | Segunda a Sexta     | 18:4512             | [ 113 ]             |
| China                | Canal Macau                     | Joia Rara           | 14 de setembro de 2016 | 14 de fevereiro de 2017 | Segunda a Sexta     | 22:10               | —                   |
| Coreia do Sul        | TeleNovela                      | 프레셔스 펄         | 17 de outubro de 2016  | 17 de março de 2017     | Segunda a Sexta     | 03:00               | —                   |
| Paraguai             | Paravisión                      | Preciosa Perla      | 4 de janeiro de 2017   | 12 de junho de 2017     | Segunda a Sexta     | 20:00               | [ 114 ]             |
| Croácia              | HRT 1 [en]                      | Dragocjeni biser    | 9 de junho de 2017     | 1 de agosto de 2017     | Segunda a Domingo   | —17                 | —                   |
| Guatemala            | Canal 3 (Guatemala) [en]        | Preciosa Perla      | 5 de setembro de 2017  | presente                | Segunda a Sexta     | 22:00               | —                   |
| Porto Rico           | WKAQ-TV                         | Preciosa Perla      | 31 de agosto de 2015   | 24 de novembro de 2015  | Segunda a Sexta     | —                   | [ 115 ]             |
| Argentina            | Telefe                          | Preciosa Perla      | Brevemente             | Brevemente              | Brevemente          | Brevemente          | [ 116 ]             |
| Vietname             | Las Viet                        | Brevemente          | Brevemente             | Brevemente              | Brevemente          | Brevemente          | [ 117 ]             |
| Panamá               |                                 | Preciosa Perla      | Brevemente             | Brevemente              | Brevemente          | Brevemente          |                     |

↑1  Transferida para as 18:15 a partir do dia 4 de maio de 2015.
↑2  Exibida também nos horários alternativos das 15:10 e das 23:30.
↑3  Transferida para Quarta e Quinta a partir do dia 20 de maio de 2015.
↑4  Exibida em capítulos duplos. Trasnferida para as 10:30 em capítulos simples a partir do dia 20 de maio de 2015. Transferida para as 11:00 a partir do dia 13 de janeiro de 2016. Transferida para as 09:00 a partir do dia 22 de fevereiro de 2016.
↑5  Transferida para as 12:00.
↑6  Transferida para as 22:30 a partir do dia 24 de agosto de 2015.
↑7  Transferida para as 17:00.
↑8  Exibida em capítulos duplos.
↑9  Exibida em capítulos duplos.
↑10  Transferida para as 14:00 a partir do dia 5 de setembro.
↑11  Cancelada
↑12  O primeiro capítulo foi exibido às 17:50, antes do segundo capítulo que foi ao ar às 18:45.
↑13  Transferida para as 21:00 em capítulos de 30 minutos.
↑15  Transferida para Segunda a Sexta a partir do dia 18 de outubro.
↑16  Transferida para as 15:50 a partir do dia 18 de outubro. Exibida em capítulos duplos a partir do dia 12 de dezembro.
↑17  Repetição de novela. Exibida em capítulos duplos/triplos. Horário (noturno) não fixo. Submetido a mudanças.